# 식스맨 (영화)
《식스맨》(영어: The 6th Man)는 1997년 3월 28일에 개봉된 미국의 스포츠 코미디 영화이자 유령 영화이다. 랜들 밀러가 감독을 맡았으며 말런 웨이언스, 카딤 하디슨이 주연을 맡았다.
1986년에 미국 워싱턴 대학교에서 농구 선수로 활동하던 케니와 앤트완 타일러 형제를 주제로 하고 있다. 이 영화에는 실제 전미 대학 체육 협회(NCAA) 소속 학교들이 등장하지만 명단은 허구이다. 이 영화에서 보여지는 몇몇 학교들은 워싱턴 대학교, 매사추세츠 대학교 애머스트, 캘리포니아 주립 대학교 프레즈노, 조지타운 대학교, 켄터키 대학교, 아칸소 대학교, 캘리포니아 대학교 로스앤젤레스 등이 있다.
이 영화는 1996년 4월 2일부터 5월 17일 사이에 미국 워싱턴주 시애틀, 캐나다 브리티시컬럼비아주 밴쿠버에서 촬영되었는데 1,100만 달러가 제작 비용으로 활용되었다. 몇몇 영화 평론가들의 부정적인 평가와 가벼운 박스 오피스 성공으로 개봉되어 거의 1,500만 달러의 수익을 올렸다.

## 출연진
- 말런 웨이언스 - 케니 타일러(Kenny Tyler) 역
- 카딤 하디슨 - 앤트완 타일러(Antoine Tyler) 역
- 데이비드 페이머 - 페더슨 감독(Coach Pederson) 역
- 케빈 던 - 미쿨스키(Mikulski) 역
- 게리 존스 - 거츠(Gertz) 역
- 로렌조 오어 - 말릭 메이저(Malik Major) 역
- 블라디미르 추크 - 지기 흐르바체크(Zigi Hrbaček) 역
- 트래비스 포드 - 대니 오그레이디(Danny O'Grady) 역
- 잭 카룰레트와 - 루서 라샐(Luther Lasalle) 역
- 크리스 스펜서 - 지미 스텁스(Jimmy Stubbs) 역
- 커크 베일리 - 니컬스 감독(Coach Nichols) 역
- 손드라 매클레인 - 카밀 타일러(Camille Tyler) 역